# Ченни ди Франческо
Ченни ди Франческо ди сер Ченни (итал. Cenni di Francesco di ser Cenni) — итальянский живописец флорентийской школы периода проторенессанса.

## Биография
Ченни ди Франческо работал во Флоренции между 1369/1370 и 1415 годами. Самым ранним известным произведением художника является триптих «Мадонна между святыми Христофором и Маргаритой», который хранится в церкви Сан-Кристофоро в Пертикайе. Надпись сообщает, что это произведение выполнено в 1370 году. В Музее сакрального искусства Чертальдо хранятся три работы Ченни, подтверждающие его обширную деятельность. Самая ранняя из них — это каменная панель с «Распятием со скорбящими, Святой Екатериной Алессандрийской и Святым Миниато», происходящая из приходской церкви Сан-Лаццаро-а-Лукардо. Известны и другие произведения.
Единственная подписная работа — фреска в Капелле-делла-Кроче-ди-Джорно в церкви Сан-Франческо-ин-Вольтерра, созданная в 1410 году. Несколько десятков работ были атрибутированы Ченни ди Франческо на основании стилевого сходства с этой фреской. Фреска у входа в базилику Санта-Мария-Новелла во Флоренции также приписывается Ченни ди Франческо, предположительно она была написана в начале 1390-х годов.
В 1369 году художник был зарегистрирован в гильдии врачей и аптекарей (до организации отдельной Гильдии Святого Луки) и внесён в список флорентийских живописцев в 1415 году. Фреска с изображением Мадонны на троне с ангелами и кардинальскими и богословскими добродетелями в ратуше Сан-Миниато-аль-Тедеско датируется 1393 годом, а фрески в Сан-Донато-ин-Польвероза во Флоренции, вероятно, относятся к 1383 году. В Вольтерре имеется документально подтверждённая работа этого художника: панно со «Святым Иеронимом в келье» (Музей сакрального искусства в Сан-Миниато-аль-Тедеско), датированное 1411 годом. Фрески Оратория Сан-Лоренцо в Сан-Джиминьяно выполнены в 1413 году. К этому следует добавить дату «1400 год», начертанную на триптихе в церкви Сан-Джусто-ин-Монтальбино и дату «1408 год» на полиптихе в Пинакотеке Вольтерры. Вокруг этих определённо датированных работ можно сгруппировать другие, ранее упомянутые, которые объединяет краткий каталог Кавальказелле (1897). В целом искусство Ченни отражает переходный этап и эстетику религиозной итальянской живописи между XIV и XV веками.

## Галерея
- «Зал фресок». Монастырь Сант-Аполлония, Флоренция
- Мадонна с Младенцем. Деталь фрески церкви Санта-Чечилия в Дечимо, Тоскана
- Мадонна дель Латте (Кормящая). 1395—1400. Деталь фрески. Музей Оспедале дельи Инноченти, Флоренция
- Полиптих «Коронование Девы со святыми». Ок. 1390. Дерево, темпера, золочение. Центр Гетти, Лос Анджелес
- Святая Екатерина Александрийская с двумя святыми и двумя донаторами. Ок. 1380. Дерево, темпера. Метрополитен-музей, Нью-Йорк
- Мадонна с Младенцем между святыми Христофором и Маргаритой. Триптих. 1370. Церковь Сан-Кристофоро, Пертикайя
- Святая Маргарита. Деталь триптиха
- Мистическое обручение святой Екатерины Александрийской. Дерево, темпера, золочение. Церковь Сан-Франческо, Фьезоле